# Sarvottam Jeevan Raksha Padak
Le Sarvottam Jeevan Raksha Padak est une décoration dédiée au sauvetage civil décernée par le gouvernement indien. Créé le 30 septembre 1961, la décoration s'appelait à l'origine le Jeevan Raksha Padak, classe I.

## Critères
Le Sarvottam Jeevan Raksha Padak est décerné aux civils pour récompenser les sauvetage de noyades, d'incendies ou d'accidents miniers. Il est décerné "pour un courage remarquable dans des circonstances de très grand danger et afin de sauver des vies".
Le Sarvottam Jeevan Raksha Padak peut aussi être remis en décoration aux membres des forces armées, de la police ou des services d'incendie lorsqu'ils accomplissent de telles missions en-dehors de leur mission habituelle. En cas d'attribution de plusieurs médailles, celles-ci sont matérialisées par des barrettes métalliques sur le ruban.
La décoration peut-être décernée à titre posthume.

## Apparence
Le Sarvottam Jeevan Raksha Padak est une médaille d'or circulaire 58 mm de diamètre. Sur l'avers au centre se trouve une main ouverte dans la pose d'Abhayamudra avec Ma Chai au-dessus et Sarvottam Jeevan Rakash Padak au-dessous écrits en Devanagri. Le revers porte l'emblème de l'Inde et la devise Satyameva Jayate.
Le ruban est rouge et mesure 32 mm de large. Sur les bordures figurent deux bandes bleues et au centre une bande. Ces couleurs représentent le feu (rouge), l'eau (bleu) et la vie (vert).